# 得点力学習DS
得点力学習DS（とくてんりょくがくしゅうディーエス）は、ベネッセコーポレーションが2008年1月31日から発売した、唯一の中学教科書準拠のニンテンドーDS用ソフトである。公式サイトでの通信販売、進研ゼミ受講者やダイレクトメールでの販売のみで、ゲームソフト取扱店での販売は行われていない。
また、同年8月25日には系列ソフトとして「得点力学習DS 高校受験」が発売された。
2012年2月20日には2012年度新教科書対応の新バージョンが発売された（発送は3月16日以降）。
2014年12月17日に得点力学習DSシリーズは販売を終了した。

## タイトル一覧
科目や学年ごとにソフトが別々に販売されている。以下にすべてのタイトルを挙げる。
- 小学校要点まとめ
- 中1英語
- 中1数学
- 中1国語
- 中2英語
- 中2数学
- 中2国語
- 中学理科1分野
- 中学理科2分野
- 中学地理
- 中学歴史
- 中3英語
- 中3数学
- 中3国語
- 中学公民

2012年度版では理科が学年別となったほか、中学実技4教科（音楽、家庭・技術、保健体育、美術）が追加された。
- 中1理科
- 中2理科
- 中3理科
- 中学実技4教科

以下のようなパック販売もされている。
- 中1英数国パック
- 中2英数国パック
- 中3英数国公民パック
- 中学地歴・理科パック
- 中1 5教科パック
- 中2 5教科パック
- 中3 5教科パック

また、中1、中2向けのセット商品も販売されている。
- 中1セット（得点力学習DS 中1英数国パックと得点力学習DS 中学地歴・理科パックのセット）
- 中2セット（得点力学習DS 中2英数国パックと得点力学習DS 中学地歴・理科パックのセット）

ベネッセコーポレーションの発表によると、2011年2月4日に全タイトル累計の販売本数が100万本を突破した。

### 特徴
毎日トレーニングに加え、各教科でさまざまな問題を備えている（以下参照）。
- 英語 - 読み取り問題に対応する「リーディング」聞き取り問題に対応する「リスニング」「聞いて書く重要英文」を備える。
- 数学 - 数学の組み合わせ問題に対応する「融合問題攻略」を備える。また、メイン問題で間違えると、類題が2問追加される。
- 国語 - 読み取り問題に対応する「読解攻略」を備える。
- 理科 - 実験を例に挙げた問題に対応する「実験観察攻略」を備える。
- 社会 - 年表などの問題に対応する「まとめ問題」を備える。

また、すべてのソフトで、同じ問題を3日後に再出題する「忘却対策」、中間期末テストに便利な「テスト対策」、間違った問題を記憶して出題する「ニガテ抽出ドリル」、がんばりが一目で確認できる「成績表示」を搭載している。

## 得点力学習DS 高校受験
2008年8月25日に発売された。
- 得点力学習DS
  - 高校受験英語
  - 高校受験数学
  - 高校受験国語
  - 高校受験理科
  - 高校受験社会
  - 高校受験5教科パック

### 特徴
- ソフトの学習を仕上げる期間の設定
- 都道府県別に出やすい問題を解析した「得点力診断」
- がんばると届く「メッセージ」
- 3年間の「総復習」と「過去問」

なお、このバージョンからマジコン対策が施されている。